# Ninilchik (rivière)
Pour les articles homonymes, voir Ninilchik.
La rivière Ninilchik est un cours d'eau d'Alaska, aux États-Unis situé dans le borough de la péninsule de Kenai.

## Description
Longue de 21 milles (34 km), elle coule en direction du sud-ouest vers le golfe de Cook près de Ninilchik, à 38 milles (61 km) au sud-ouest de Kenai.
Son nom indien a été référencé par le capitaine Tebenkov, de la Marine Russe Impériale, comme R(eka) Ninilchika soit la rivière de Ninilchik.

## Sources
- (en) « Ninilchik (rivière) », Geographic Names Information System